# Philipp Julius Rehtmeyer
Philipp Julius Rehtmeyer (* 21. Februar 1678 in Schliestedt; † 7. Dezember 1742 in Braunschweig) war ein deutscher Historiker.

## Leben
Rehtmeyers Vater Rudolf Heinrich (1642–1718) war Pastor in Schliestedt und seit 1682 an der Pfarrei St. Michaelis in Braunschweig. Seine Mutter war die Braunschweiger Patriziertochter Elisabeth von Kalm.
Er besuchte das Martineum in Braunschweig und studierte anschließend Theologie in Jena. Im Jahre 1700 wechselte er an die Universität Helmstedt, wo er stark von dem Kirchenhistoriker Johann Andreas Schmidt beeinflusst wurde. Nachdem er zu weiterer Ausbildung eine Reise nach Holland unternommen hatte, beschäftigte er sich in Braunschweig mit kirchengeschichtlichen Arbeiten. Auf Anregung des Kanzlers Probst von Wendhausen, der ihm den Zugang zum Ratsarchiv ermöglichte, verfasste er Der berühmten Stadt Braunschweig Kirchenhistorie, die fünfbändig zwischen 1707 und 1720 erschien. Den ersten Band dieser Kirchengeschichte widmete Rehtmeyer Herzog Anton Ulrich, der ihn dafür 1708 zu einem Adjunkten des Geistlichen Ministeriums, also der Vereinigung der Prediger der Stadt Braunschweig, ernannte. Seit 1709 arbeitete Rehtmeyer als Gehilfe seines Vaters, dessen Nachfolger er nach dessen Tod 1718 als Pastor an St. Michaelis wurde. Im Jahre 1734 rückte er im Geistlichen Ministerium als Subsenior auf. Rehtmeyer starb 1742 in Braunschweig.
Er war zweimal verheiratet und hinterließ acht Kinder.

## Werk
Rehtmeyers Kirchengeschichte ist weniger ein kritisches Geschichtswerk als eine Sammlung und Darstellung kirchlicher Urkunden der Stadt Braunschweig. Aufgrund von Verlusten des ursprünglichen Schriftgutes während des 18. und 19. Jahrhunderts stellt sein Werk auch heute noch eine wichtige Quelle dar. Rehtmeyers zweites Hauptwerk ist seine 1722 erschienene Braunschweigisch-Lüneburgische Chronica.

## Schriften (Auswahl)
- Philipp Julius Rehtmeyer, Johann A Schmid: Antiquitates Ecclesiasticae Inclytae Urbis Brunsvigae, Oder: Der berühmten Stadt Braunschweig Kirchen-Historie.
  - Band 1: Von dem auswendigen Zustand derer in- und bey Braunschweig belegenen Kirchen, Stiffter und Klöster. Zilliger, Braunschweig 1707, OCLC 165182674 (Ausgewählte Seiten).
  - Band 2: Von dem inwendigen Zustand der Braunschweigischen Kirchen unter dem Pabstthum. Zilliger, Braunschweig 1707, OCLC 165182680 (Ausgewählte Seiten).
  - Band 3: Darinn, Die Reformations-Historie, Samt Denen Lebens-Beschreibungen derer Superintendenten, Coadjutorn, Pastorn und einiger Schul-Rectoren. Ingleichen Die Historien der Kirchen-Ordnungen, des Corporis doctrinae Julii, derer Conventuum, Collqviorum, Controversarum, etc. mit denen darin gehörigen nöthigen und nützlichen Sachen bis auf das Jahr 1586 beschrieben. Und in denen Beylagen, Die Epistolae, Consilia, Responsa und andere Nachrrichten aus den Bibliothecen, Archiven und MStis beygefügt sind. Johann Georg Zilliger, Braunschweig, 1710 (Digitalisat)
  - Band 4: Darinn, Die Reformations-Historie, Samt Denen Lebens-Beschreibungen derer Superintendenten, Coadjutorn, Pastorn und Schul-Rectorn : Ingleichen Die Historien derer Conventuum, Controversiarum, Visionum &c. mit denen dahin gehörigen nöhtigen und nützlichen Sachen von an. 1586. biß auf jetzige Zeiten beschrieben; Und in denen Beylagen Die Epistolae, Consilia, Responsa und andere Nachrichten ex Bibliothecis, Archivis & MStis beygefüget; Auch die Supplementa und Register angehänget sind. Ludolph Schröder, Braunschweig, 1715, (Digitalisat)
  - Band 5: Darinn, Die bey dem Vierten Theil versprochene Beylagen, Epistolae, Consilia, Responsa &c. : Auch die Supplementa und Register über das gantze Werck; Und dann ferner zum völligen Beschluß desselben die Continuation der Historie biß auf gegenwärtige Zeit, dargeleget werden. Ludolph Schröder, Braunschweig, 1720, (Digitalisat)

- Braunschweig-Lüneburgische Chronica (etc.) Nunmehro ... biß auf die jetzige Zeiten continuiret ... von Philipp Julio Rehtmeier; Verlag von Detlef Detleffsen, gedruckt bei Arnold Jacob Keiteln, Braunschweig 1722
  - Band 1: Tomus, in sich haltend Den Ursprung der Durchlauchtigsten Herzoge zu Braunschweig und Lüneburg, aus den Fürstl. Häusern Est und Sachsen, samt dem Alten Hause Braunschweig-Lüneburg, Digitalisat
  - Band 2: Tomus, in sich haltend Das Mittle Haus Braunschweig-Lüneburg; Digitalisat
  - Band 3: Das Neue Haus Braunschweig-Lüneburg samt dem Anhang oder Nachlese und Register; Digitalisat
- Philipp Julius Rehtmeyer, Heinrich Richard Märtens: Herrn Philipp Julii Rehtmeyers Nachricht von den Schicksalen, Schriften und Gaben des um die evangelische Kirche hoch verdienten Theologi, D. Joachim Lütkemanns …. Schröderische Buchhandlung, Braunschweig 1740, OCLC 24566969.